# Szarak (Rudawy Janowickie)
Szarak – wzniesienie w południowo-zachodniej Polsce, w Sudetach Zachodnich, w Rudawach Janowickich, o wysokości 605 m n.p.m.
Szarak znajduje się w południowo-wschodniej części Rudaw Janowickich. Leży w ramieniu odchodzącym od głównego grzbietu w kierunku wschodnim, na jego wschodnim krańcu. Od zachodu znajduje się Jaworowa.
Na wschód od wzniesienia znajdują się zabudowania wsi Pisarzowice.
Szarak ma kształt niewielkiej kopki, kończącej grzbiet o rozciągłości WSW-ENE.
Szarak zbudowana jest ze skał osadowych zachodniego skrzydła niecki śródsudeckiej. Są to dolnokarbońskie (kulmowe) piaskowce, zlepieńce i łupki. Zlepieńce i szarogłazy tworzą na grzbiecie i północnym zboczu grzędy i skałki.
Zbocza góry porastają lasy świerkowe z domieszką sosny, buka i brzozy.
Szarak znajduje się na obszarze Rudawskiego Parku Krajobrazowego. Na południowym wschodzie przebiega granica Parku.

## Szlaki turystyczne
Na północ od Szaraka, drogą Pisarzowice - Czarnów, przechodzi szlak turystyczny:
- niebieski – Skalnik – Czarnów – Rozdroże pod Bobrzakiem – Wilkowyja – Pisarzowice - Kamienna Góra (Europejski Szlak E3)